# Festa Major de Gràcia

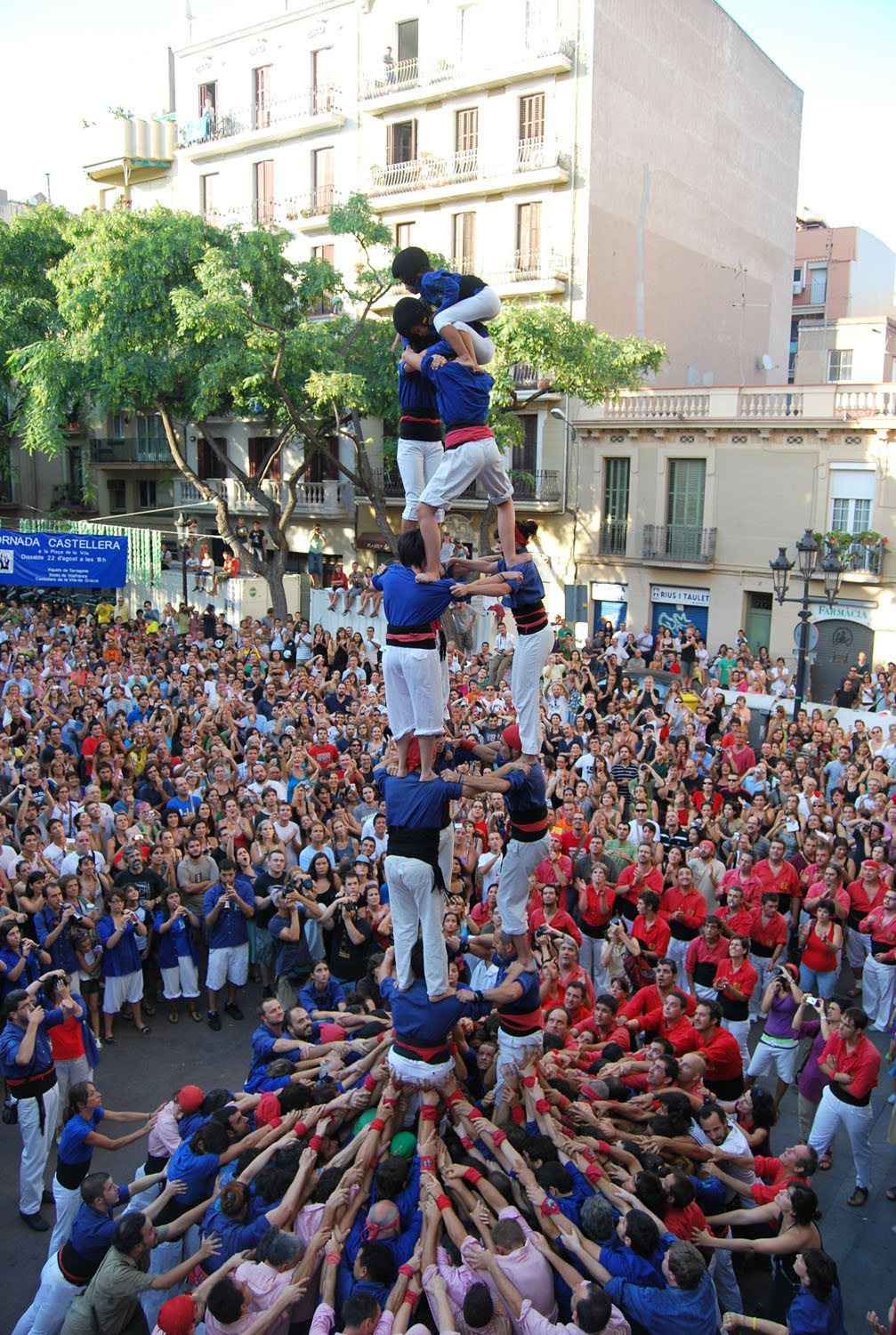
3 de 7 aixecat per sota dels Castellers de la Vila de Gràcia en el moment de carregar-se. Festa Major de Gràcia (22/08/2009)

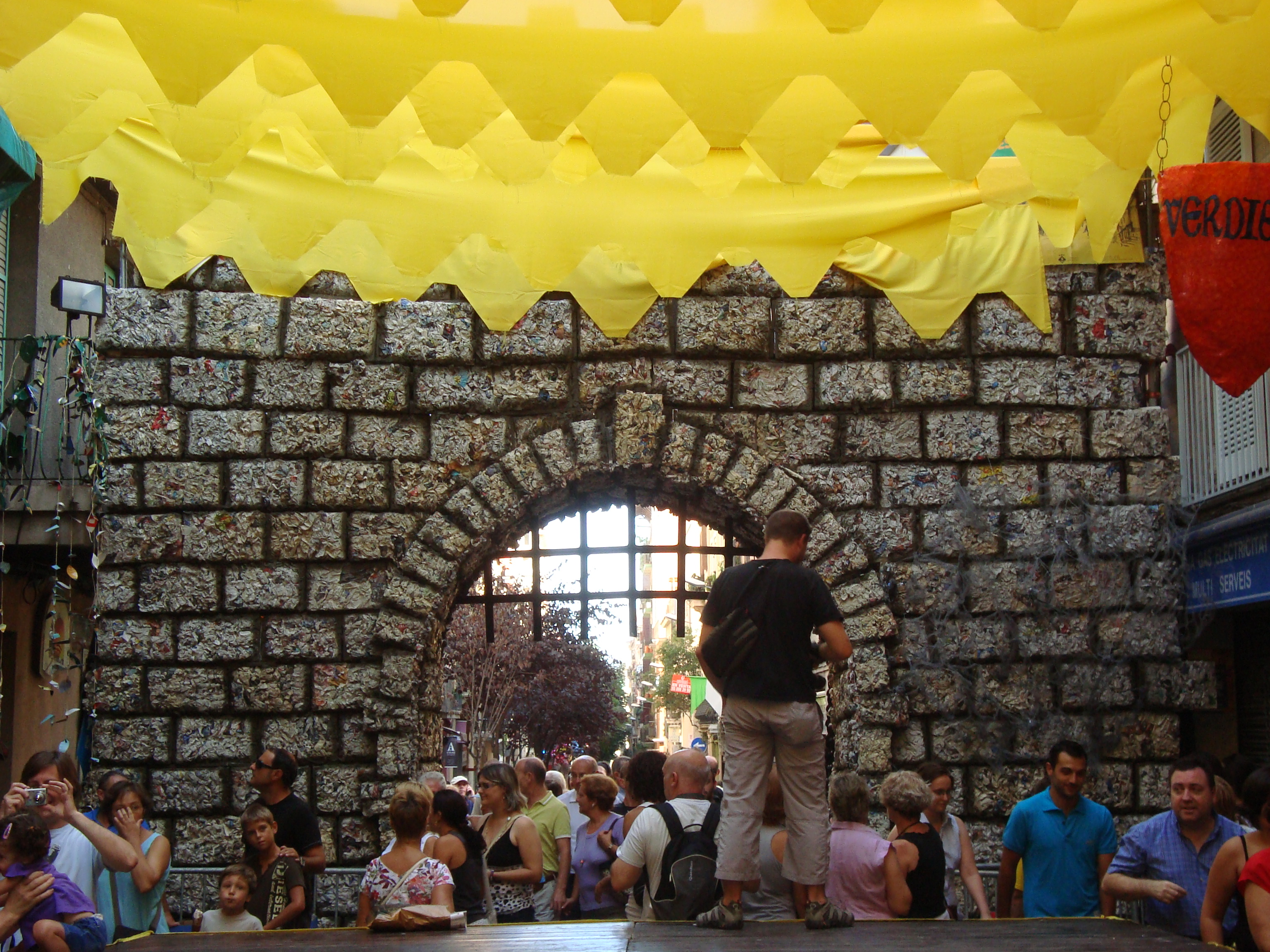
Carrer de Verdi guarnit a la Festa Major de Gràcia del 2009.

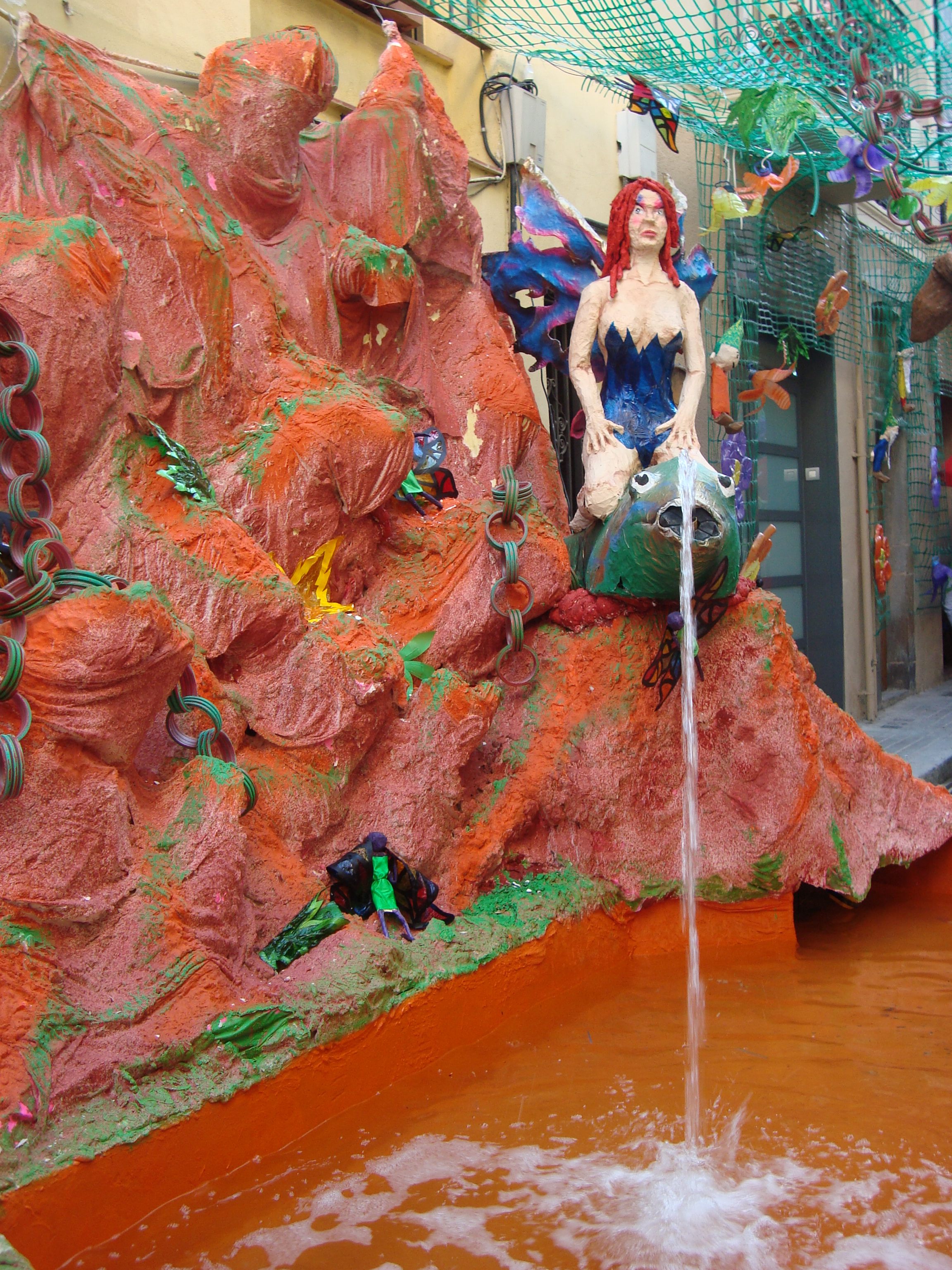
Detall del guarnit del carrer del Progrés a la Festa Major de Gràcia del 2009.

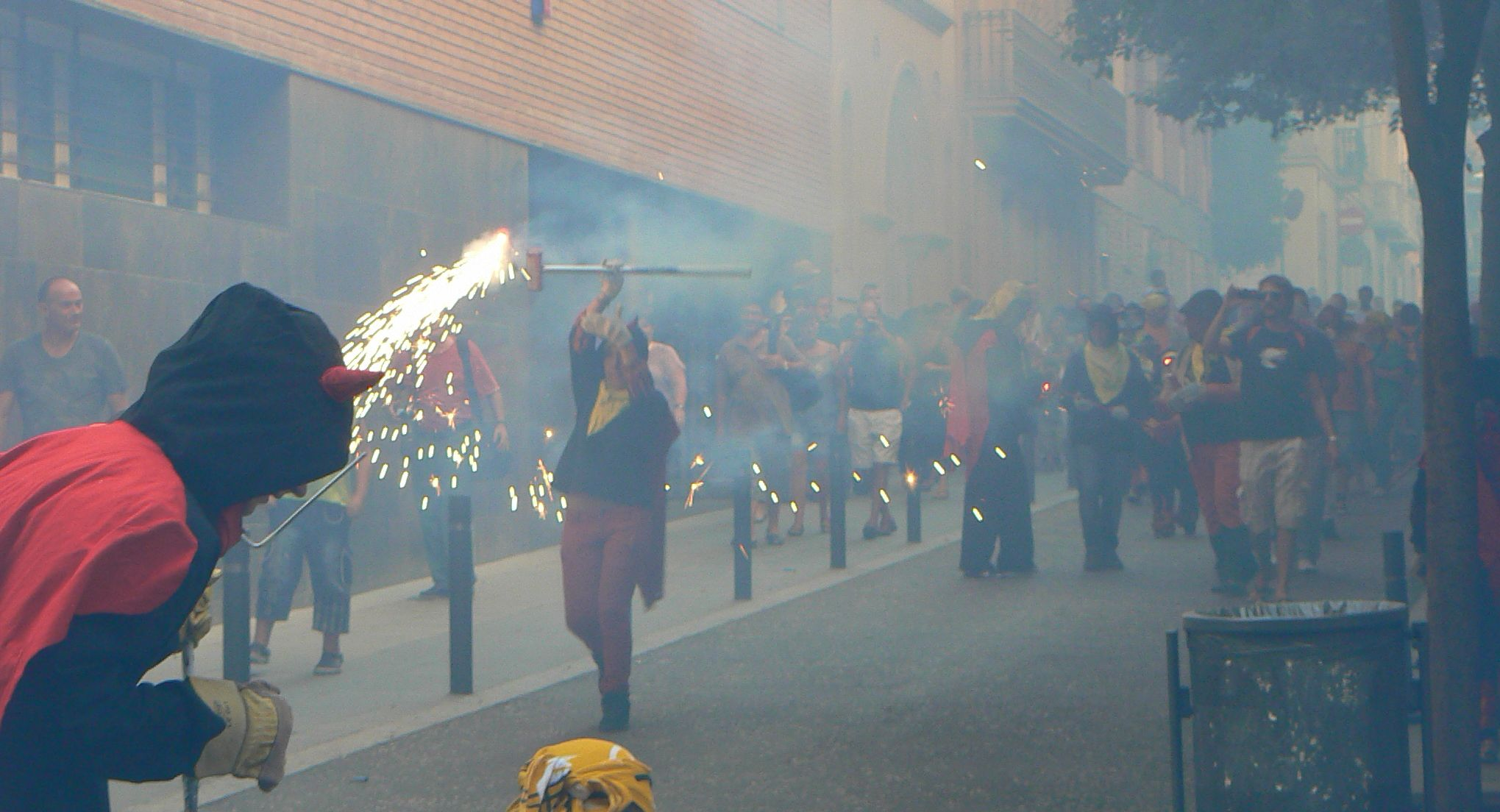
Correfoc infantil a la Festa Major de Gràcia del 2010.

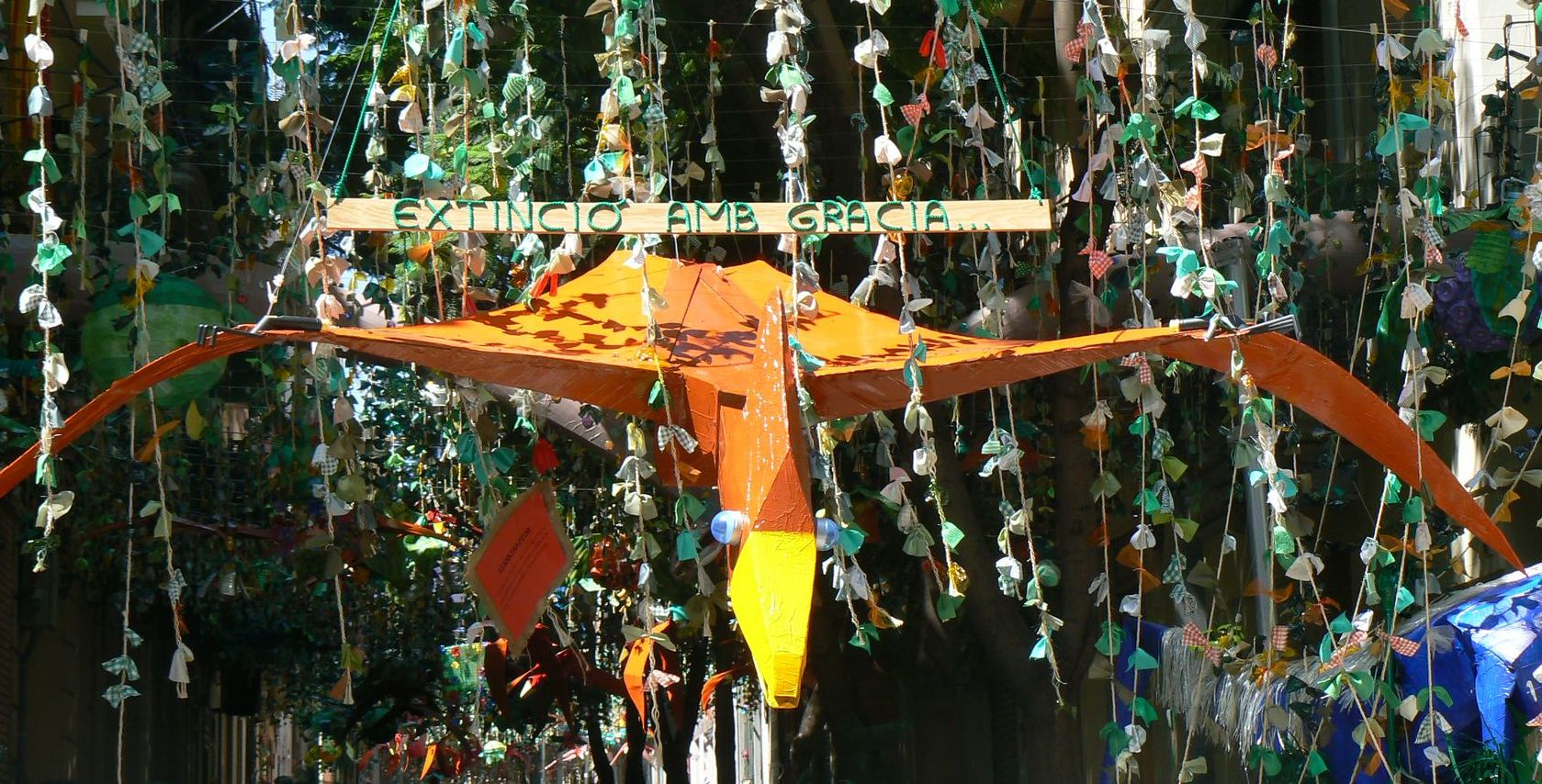
Detall del guarnit del carrer de Joan Blanques de Baix a la Festa Major de Gràcia del 2010.

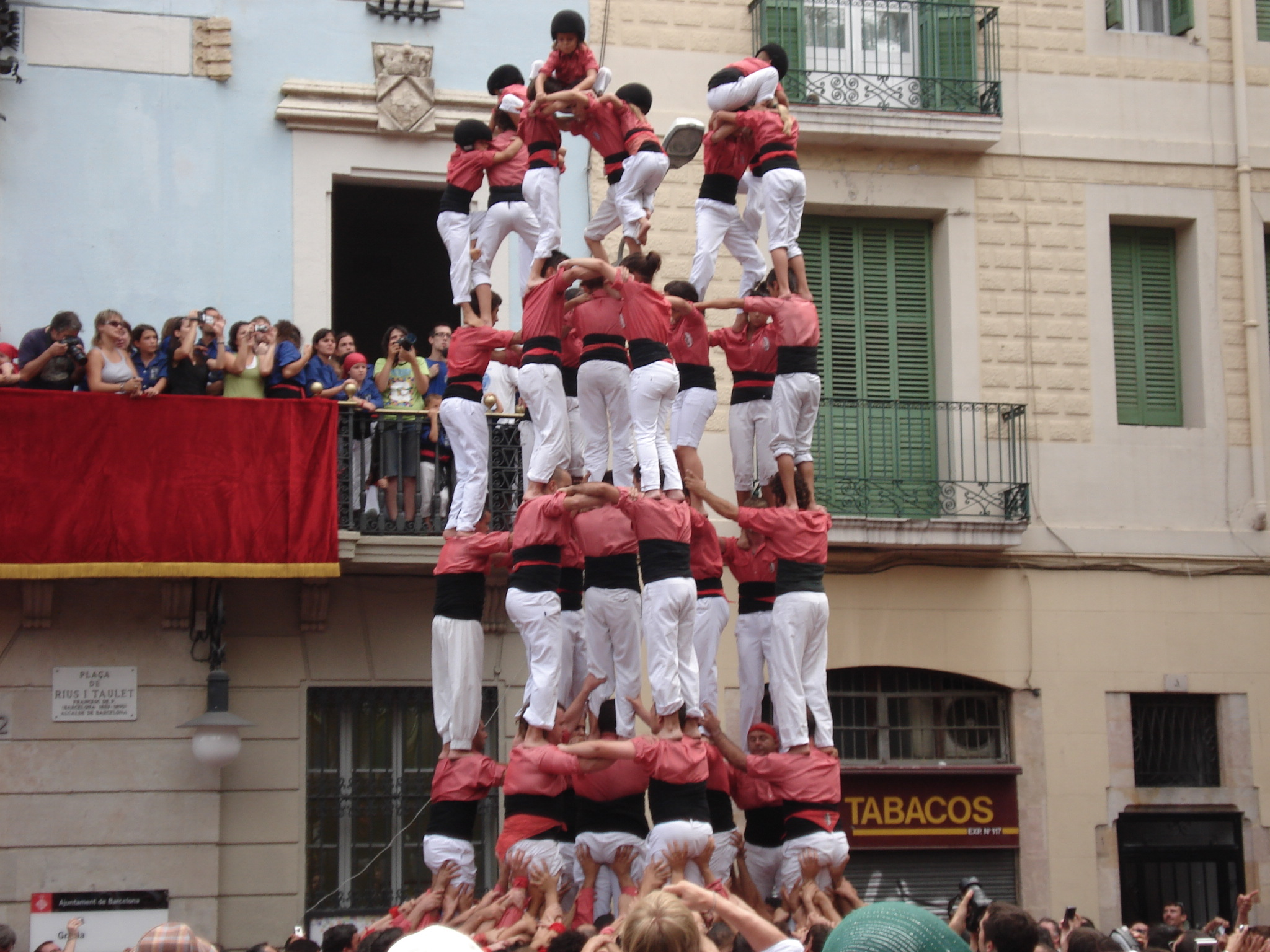
Nou de set de la Colla Vella dels Xiquets de Valls durant la Festa Major del 2008.

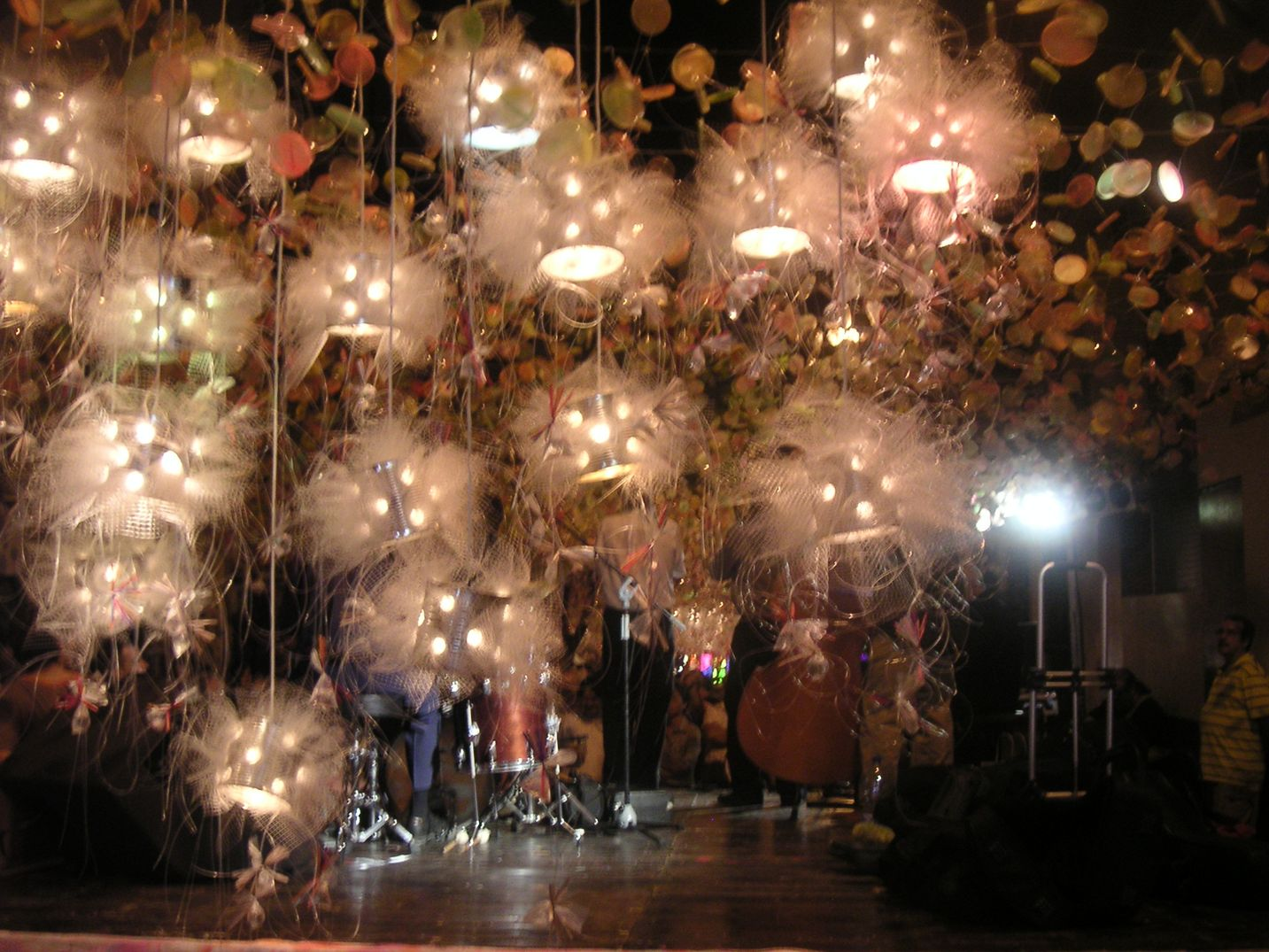
Orquestra i decoració il·luminada feta pels veïns del carrer, a la Festa Major de Gràcia del 2009.

La Festa Major de Gràcia és la festivitat anual més important de la Vila de Gràcia. Se celebra durant una setmana a partir del dia 15 d'agost, però el pregó és fet a la plaça de la Vila un dia abans per una personalitat relacionada amb el barri. La festa, encara que és pròpia del barri de Gràcia, també s'estén pel Camp d'en Grassot i Gràcia Nova. Institucionalment, la celebració es impulsada per la Federació Festa Major de Gràcia, l'entitat que aglutina les associacions i comissions de festes de carrer, i també rep la implicació de tot el districte de Gràcia així com del seu Ajuntament.
El seu origen se situa al segle xix i supera ja el seus 200 anys d'història. Els elements que més identifiquen la Festa Major de Gràcia són el guarnit de carrers i places per part del veïnat i els actes que s'hi desenvolupen per a gent de totes les edats. Els temes dels guarnits són molt variables i es poden agrupar en tres grans apartats: crítiques o ironies sobre aspectes d'actualitat, espais exòtics i encantats i la recreació de la història local barcelonina. A banda del tradicional concurs de guarnició de carrers, que dona força premis, s'organitza també un concurs més recent de guarnició de balcons i portals. Rep cada any una afluència de centenars de milers de persones que busquen diversió amb l'ambient alegre diürn i la rauxa festiva.
La Generalitat de Catalunya va declarar la festivitat com a Festa tradicional d'interès nacional el 30 de juliol de 1997 i va guardonar la Federació Festa Major de Gràcia, l'entitat aglutina les associacions i comissions de festes de carrer, amb la Creu de Sant Jordi el 2012. També l'ens va rebre el Premi Nacional de Cultura 2018 per part del Consell Nacional de la Cultura i de les Arts.

## Història
Si bé el motiu de la Festa Major de Gràcia és controvertit —alguns l'atribueixen a sant Roc, alguns altres a la Mare de Déu d'Agost—, majoritàriament es considera que és per la festivitat de l'Assumpció, perquè la tradició diu que el barri es troba sota l'advocació de la Mare de Déu. Amb tot, el dia de Sant Roc també se celebra: els veïns li fan un homenatge i els Castellers de la Vila de Gràcia li dediquen un pilar d'ofrena, amb la presència de la imatgeria festiva popular gracienca.
És una festa relativament jove, tanmateix, com la mateixa població de Gràcia, un petit nucli de població pagesa, que en el segle xix experimenta una mutació extraordinària com a vila d'artesans, obrers i petits comerciants. Dels 3.062 habitants el 1828, es passa a 61.935 el 1875. L'origen de la festa és gairebé paral·lel a la urbanització de la vila. N'hi ha la primera referència documentada el 1817, quan es registra un aplec que es feia a la masia Can Trilla en honor de la Mare de Déu d'Agost. La festa es consolida durant la segona dècada del segle xix i pren un caràcter cada vegada més cívic que religiós, amb moltes entitats i associacions que hi col·laboren.
No obstant això, una nota apareguda en el Diari de Barcelona el 19 d'agost del 1827 signada per l'historiador Francesc Curet indica que a conseqüència del trasllat forçós per la destrucció del convent de franciscans del barri de Jesús: "...L'any 1817 va celebrar-se a Can Trilla l'aplec que per la Mare de Déu d'Agost es feia a l'exconvent de Jesús. Cal retenir aquesta data memorable en els annals de Gràcia, perquè assenyala l'inici de la festa major gracienca en la diada de l'Assumpta..." Per contra un altre historiador, Pere Duart, explica com un record viscut, a la seva infantesa (a finals del segle xix) que " ... un parell de mesos abans de la festa, cada diumenge es passava la caixeta, que en deien de Sant Roc, per tot el veïnat..." En els primers anys, les bandes tocaven el contrapàs (cançons com Ball de deus, el llevant de taula o el Ball d'en Serrallonga) i se celebraven els jocs tradicionals com la sortija a peu i a cavall. A poc a poc, es van començar a aixecar envelats i el 1850, quan Gràcia esdevingué vila, es va guarnir per primer cop la façana de l'Ajuntament del districte.
La festivitat que es consolida a mitjan i fi del segle xix es va anar definint en un sentit més cívic que religiós, sota l'impuls de les nombroses entitats obreres i recreatives, com ateneus o societats de ball. Algunes societats gracienques com La Amistad Graciense, Bella Hortensia, o el Centro Graciense van començar a engalanar els seus jardins durant els dies de Festa Major a partir de la segona meitat del segle xix. Posteriorment, si sumarien arcs de brancatge en els carrers principals del nucli i a poc a poc, aquests ornaments són cada cop més laboriosos.
La primera referència d'un concurs de guarnits es remunta el 1877 i estava destinat a engalanar botigues. No seria fins a la dècada de 1920 que l'Ajuntament del districte començaria a atorgar premis a les millors galanes. És en aquell moment que la festa viu un bon estat de salut i les cròniques de l'època parlen de "gairebé tots" els carrers guarnits, fins i tot, carrers principals com el carrer Major (Gran de Gràcia) o Travessera de Gràcia.
Després de la interrupció per la Guerra Civil, la festa reprèn el guarnit i adopta un format similar a l'actual a partir de la constitució dels ajuntaments democràtics, en 1979. Presentava onze carrers i un envelat. Des de l'ajuntament es va optar per modificar la política de premis, i els diners no eren per als veïns directament sinó per a fer front a despeses de futures edicions, per tal de consolidar-la.

## Activitats
- Presentació de la samarreta i dels carrers, places i espais de la festa. El divendres més acostat a la festivitat de Sant Jaume es fa l'acte de presentació tant dels espais de la festa com de la samarreta d'aquella edició. Tot plegat comença amb una cercavila amb els Gegants de Gràcia, els castellers i els trabucaires graciencs i el gegantó Torres, que recorre els carrers de la vila fins davant la seu del districte. Un cop allà, els castellers fan dos pilars per presentar la samarreta nova, que porta l'enxaneta. En acabat, el gegantó Torres, figura protagonista de l'acte, fa un ball i li col·loquen la nova samarreta, que portarà posada fins a l'any vinent. Tot seguit, s'anomena cadascun dels carrers i places que constituiran l'espai de la festa i, després de cada nom, els Trabucaires de Gràcia fan una galejada des del balcó de l'Ajuntament. L'acte s'acaba amb un concert de la Banda Municipal de Barcelona.[10]
- Pregó. El 14 d'agost a les set del vespre es fa l'acte que inaugura la Festa Major des del balcó de l'Ajuntament, a la plaça de la Vila de Gràcia. Cada any es tria una personalitat pública diferent per fer de pregonera, normalment acompanyada de les autoritats i del president de la Fundació Festa Major de Gràcia.[10]
- Les Matinades. El dia 15 d'agost, dia de la festivitat, al matí surten les Matinades de Gralles i les Matinades de Foc a desfilar per places i carrers i anunciar que comença la festa. Les primeres surten amb els tabalers i visiten els portals dels carrers guarnits; les segones les formen les colles de foc i els trabucaires i fan una cercavila per la zona més cèntrica del barri.[10]
- Seguici de festa major. Durant el matí de la festivitat, es fa una desfilada amb la màxima representació protocol·lària de les colles i de la imatgeria festiva del barri. El seguici surt de la plaça de la Vila de Gràcia i s'acaba a l'església de Santa Maria, on l'espera el rector de la parròquia.[10]
- Missa de festa major. Tot i que les festes ja fa anys que tenen un caràcter sobretot cívic, s'hi manté la missa en honor de la Mare de Déu d'Agost. Les representacions de diverses colles de cultura popular del barri queden integrades en l'acte litúrgic: hi entren els gegantons i els capgrossos; els gegants hi fan un ball i els castellers, un pilar de quatre.[10]
- Matí de festa major. Després de la missa es torna a formar un seguici, que enfila cap a la plaça de la Vila de Gràcia, on es desenvolupa el Matí de Festa Major. Aquest acte consisteix en l'entrada de les colles de cultura popular de Gràcia a la plaça, on cadascuna fa diversos balls, distribuïts en dues rondes i seguint l'ordre estricte que estableix el protocol.[10]
- Cercavila de cultura popular. Les mostres de cultura popular abunden el dia de la festivitat. A la tarda, una cercavila de colles de cultura popular de Gràcia, juntament amb algunes de convidades —de tot el país i de fora—, recorre els carrers del barri, amb un lluïment final a la plaça de la Vila.[10]
- Ofrena a sant Roc. El dia 16 d'agost és la festivitat de Sant Roc, i el programa festiu gracienc inclou una colla d'actes per a retre-li homenatge. Entre altres, es fa una desfilada des de la plaça de la Vila de Gràcia fins a la capella de Sant Roc (a la cruïlla dels carrers de la Fraternitat i de la Llibertat). Allà hi ha un seguit d'actuacions: una galejada dels Trabucaires de Gràcia, un ball dels gegants i l'aixecament d'un pilar dels castellers graciencs, durant el qual l'enxaneta fa l'ofrena floral al sant.[10]
- Diada castellera i més actuacions. Els castells ocupen un lloc molt important en el programa de la Festa Major. L'activitat més destacada és la Diada Castellera, el diumenge més proper al dia 15 a la plaça de la Vila. Els Castellers de la Vila de Gràcia hi són els amfitrions i hi participen dues colles convidades. A banda la diada, els castellers apareixen en algun altre acte amb pilars molt concrets —a la missa o a l'ofrena a sant Roc, entre altres— i són protagonistes de dos moments més: el pilar caminat, que fa un recorregut des de la plaça del Sol fins a la plaça de la Vila, i la Diada de Vigílies, amb l'actuació nocturna dels Castellers de Gràcia i d'una colla convidada. Tot plegat es fa la vigília del diumenge de festa major.[10]
- Dia de les Colles de Cultura de Gràcia. El tercer o quart dia de festa, la plaça de la Vila de Gràcia acull un espectacle que explica els orígens de la vila fins a l'annexió a Barcelona. En l'acte s'intercalen textos narratius i actuacions de colles gracienques de cultura popular.[10]
- Carrers, balcons i portalades guarnits. La festa major de Gràcia és famosa, entre altres aspectes, per la decoració de places, carrers i balcons, en què els veïns treballen durant tot l'any. A cada edició hi ha temàtiques decoratives molt variades, amb l'ús de materials diversos. Com que aquest aspecte de la festa és cabdal, cada any es fa un concurs de guarniments, amb un jurat compost de personalitats vinculades al món creatiu que atorga premis diversos, segons les categories establertes.[10]
- Correfoc. L'última nit de festa major hi ha un gran correfoc amb diables i bèsties de les colles gracienques i algunes més de convidades, per exemple la Colla Vella de Gràcia, la Diabòlica de Gràcia i la Malèfica del Coll, com a colles de diables, i del Drac de Gràcia. En acabar el correfoc es llegeixen els versots i s'encén el castell de focs.[11] Quan s'acaba el recorregut, a la plaça de la Vila, cada colla fa un lluïment. També els diables jovenets tenen un moment de protagonisme poques hores abans, quan un correfoc infantil recorre els carrers més cèntrics del barri.[10]

## Entitats

### Gegants de Gràcia
Els Gegants de Gràcia foren batejats el 1984. Hi ha un ball, el Toc de Gràcia, que només és ballat per la Festa Major de Gràcia des del 2002, tot i que a la Festa Major del 2007 van estrenar un ball nou, el Ball del Festeig, per commemorar els seus 25 anys a la Vila.

### Castellers de Gràcia
Les actuacions dels Castellers de la Vila de Gràcia dins la Festa Major han esdevingut en els darrers anys un dels seus grans atractius. Presents especialment a partir del naixement de la colla local l'any 1997, any rere any s'han anat consolidant tres cites castelleres.
- La Baixada del Pilar: els Castellers de la Vila de Gràcia baixen caminant un pilar de 4 des de la plaça del Sol fins davant l'Ajuntament de la Plaça de la Vila. Aquesta tradició, iniciada l'any 1998, aplega centenars de persones al llarg del recorregut per on passa el pilar. Se celebra el dia abans de la Diada Castellera de Festa Major.[14]
- Diada de Vigílies: diada castellera nocturna en què participa la Colla de Gràcia i una altra de convidada. Se celebra des de l'any 2001 immediatament després de la Baixada del Pilar a la Plaça de la Vila.[15]
- Diada Castellera de Festa Major: actuació gran de la Festa Major, en què participen, a més de la colla local, dues colles convidades. Aquesta actuació ha vist l'aleta de castells com el 3 de 8 per sota, carregat per la Colla Vella dels Xiquets de Valls el 2001, o el 3 de 9 amb folre, descarregat pels Castellers de Vilafranca l'any 2002. Se celebra des de l'any 1998 el diumenge que segueix el 15 d'agost a la Plaça de la Vila.[16]

## Guanyadors del concurs de guarnits
La taula següent mostra els diferents pòdiums que han fet els diferents carrers graciencs des de l'any 1998 en el concurs de guarnits de la Festa Major de Gràcia. També es ressalta la darrera edició en què cada carrer va aconseguir la primera posició.
Informació actualitzada per un bot. Els canvis manuals es perdran quan s'actualitzi!
| Carrer                                 | 1rs llocs | 2ns llocs | 3rs llocs | Darrera victòria |
| -------------------------------------- | --------- | --------- | --------- | ---------------- |
| Carrer de Verdi del Mig                | 10        | 4         | 4         | 2022             |
| carrer del Progrés                     | 4         | 1         | 1         | 2025             |
| Carrer de Joan Blanques de Dalt        | 3         | 3         | 5         | 2005             |
| Carrer de Verdi de Dalt                | 3         | 1         | 0         | 2001             |
| carrer de la Fraternitat de Baix       | 2         | 1         | 1         | 2016             |
| carrer de Mozart                       | 1         | 4         | 3         | 2024             |
| Travessia de Sant Antoni               | 1         | 0         | 3         | 2017             |
| carrer de Joan Blanques de Baix        | 1         | 0         | 0         | 2008             |
| carrer de la Llibertat                 | 1         | 0         | 0         | 2018             |
| carrer de Tordera                      | 0         | 5         | 3         |                  |
| plaça de Rovira i Trias                | 0         | 2         | 2         |                  |
| carrer de Joan Blanques de Baix de Tot | 0         | 2         | 0         |                  |
| carrer de Berga                        | 0         | 1         | 0         |                  |
| carrer de la Fraternitat               | 0         | 1         | 0         |                  |
| carrer de la Providència               | 0         | 1         | 0         |                  |
| carrer de Jesús                        | 0         | 0         | 3         |                  |
| plaça de la Vila de Gràcia             | 0         | 0         | 1         |                  |

En aquesta segona taula es pot consultar una informació detallada dels carrers guanyadors i un enllaç a la classificació completa de cada any:
Informació actualitzada per un bot. Els canvis manuals es perdran quan s'actualitzi!
| Any  | Carrer                           | Títol                          | Temàtica                | Imatge | 16px \| link=\|Dades a Wikidata]] Edició |
| ---- | -------------------------------- | ------------------------------ | ----------------------- | ------ | ---------------------------------------- |
| 2025 | carrer del Progrés               | Progrefoc                      | cultura popular         |        | Q129427301                               |
| 2024 | carrer de Mozart                 | MozartZaki                     | Studio Ghibli           |        | Q125640545                               |
| 2023 | carrer del Progrés               | Formigrés                      | A Bug's Life            |        | Q120500404                               |
| 2022 | Carrer de Verdi del Mig          | Quixot                         | El Quixot               |        | Q113636169                               |
| 2019 | carrer del Progrés               | Harry Potter i els 80 guarnits | Harry Potter            |        | Q113645238                               |
| 2018 | carrer de la Llibertat           | Els sons rurals                |                         |        | Q113664327                               |
| 2017 | Travessia de Sant Antoni         | Travesquia 1817 m.-2017 m.     |                         |        | Q113679831                               |
| 2016 | carrer de la Fraternitat de Baix | Mar salada                     |                         |        | Q113679833                               |
| 2015 | Carrer de Verdi del Mig          | Japó tradicional               |                         |        | Q113679844                               |
| 2014 | Carrer de Verdi del Mig          | Amazònia                       |                         |        | Q113679845                               |
| 2013 | carrer del Progrés               | Juràssic Progrés               | Parc Juràssic           |        | Q113679846                               |
| 2012 | Carrer de Verdi del Mig          | Verdi-West                     | Far West                |        | Q113679847                               |
| 2011 | carrer de la Fraternitat de Baix | País de Mai Més                | Peter Pan i Wendy       |        | Q113679849                               |
| 2010 | Carrer de Verdi del Mig          |                                | bosc                    |        | Q113679852                               |
| 2009 | Carrer de Verdi del Mig          |                                | Castell feudal          |        | Q114351875                               |
| 2008 | carrer de Joan Blanques de Baix  | La merceria                    |                         |        | Q114352202                               |
| 2007 | Carrer de Verdi del Mig          |                                | Ruta 66                 |        | Q114353989                               |
| 2006 | Carrer de Verdi del Mig          |                                | La guerra dels mons     |        | Q114353997                               |
| 2005 | Carrer de Joan Blanques de Dalt  | Deixa't seduir                 |                         |        | Q114354013                               |
| 2004 | Carrer de Verdi del Mig          |                                | dinosaure               |        | Q121376784                               |
| 2003 | Carrer de Verdi del Mig          |                                |                         |        | Q121376980                               |
| 2002 | Carrer de Joan Blanques de Dalt  | Setè Cel                       |                         |        | Q121372839                               |
| 2001 | Carrer de Verdi de Dalt          |                                | robatori                |        | Q121377470                               |
| 2000 | Carrer de Verdi de Dalt          |                                | cantina                 |        | Q121377511                               |
| 1999 | Carrer de Verdi de Dalt          |                                | galliner                |        | Q121377512                               |
| 1998 | Carrer de Joan Blanques de Dalt  |                                | bosc                    |        | Q121501401                               |
| 1997 | carrer de Puigmartí              |                                |                         |        | Q121501404                               |
| 1996 | carrer de la Providència         |                                |                         |        | Q121501407                               |
| 1995 | carrer de Puigmartí              |                                |                         |        | Q121501408                               |
| 1994 | carrer de Ciudad Real            |                                | Antoni Gaudí i Cornet   |        | Q121501409                               |
| 1993 | Carrer de Verdi de Dalt          |                                | jungla                  |        | Q121501410                               |
| 1992 | Carrer de Verdi de Dalt          |                                | infern                  |        | Q121501413                               |
| 1991 | carrer de Josep Torres           |                                | Projecte genoma         |        | Q121501414                               |
| 1990 | carrer de Josep Torres           |                                |                         |        | Q121501415                               |
| 1989 | Carrer de Verdi de Dalt          |                                | llit marí               |        | Q121501416                               |
| 1988 | carrer de Mozart                 |                                | jardí amor romàntic     |        | Q121501418                               |
| 1987 | carrer de Camprodon              |                                | The Walt Disney Company |        | Q121501419                               |
| 1986 | carrer de Camprodon              |                                | gnom                    |        | Q121501420                               |
| 1985 | carrer de Camprodon              |                                |                         |        | Q121501422                               |

## En la cultura popular
En una de les obres més reeixides de l'escriptora Mercè Rodoreda, titulada La plaça del Diamant, la Colometa, protagonista de la novel·la, coneix en l'envelat de la plaça del Diamant durant la Festa Major de Gràcia el que seria el seu espòs més endavant, en Quimet.